# 火花塞

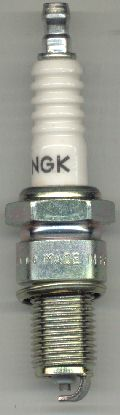
NGK生產的火星塞

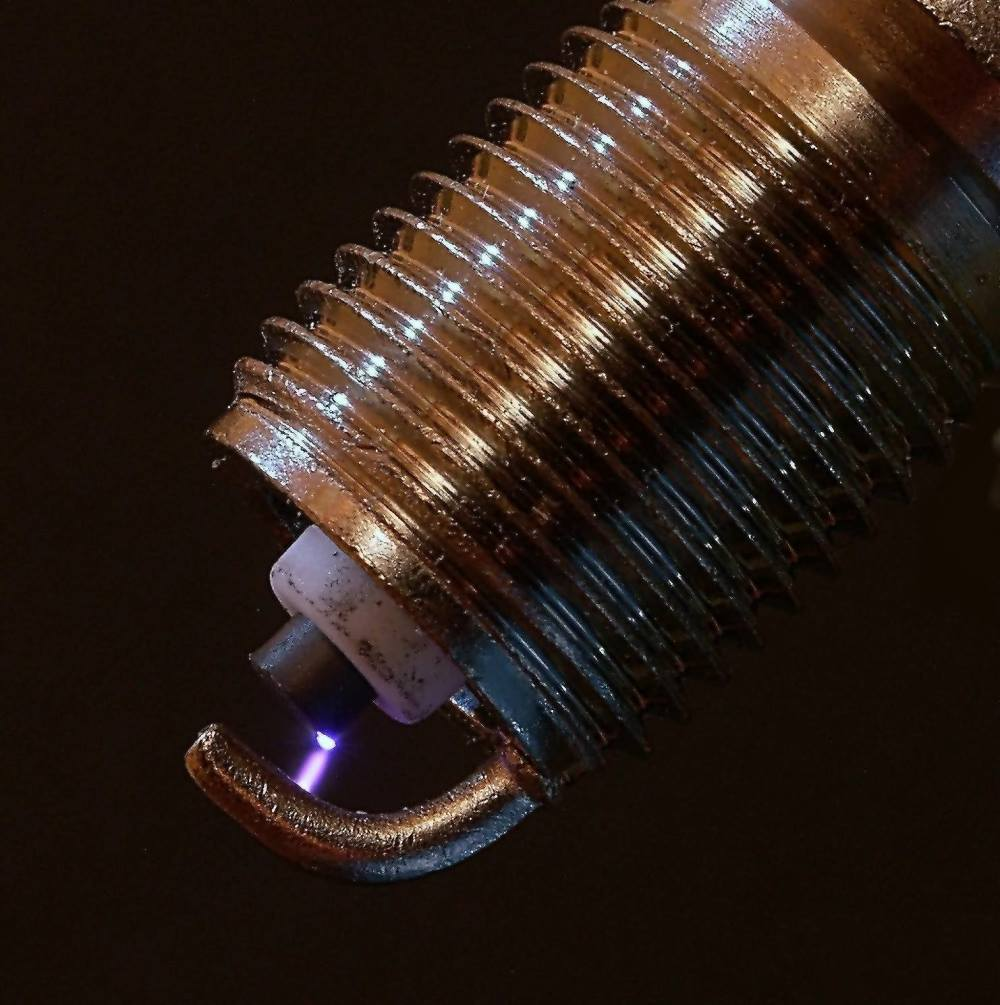
火星塞放电间隙出現的電弧

火星塞（英語：Spark Plug），通常是指汽油引擎內一个用於點燃油氣產生動力的零件。
1858年，法國工程師洛納因發明了世界上第一隻用陶瓷絕緣製成的電點火火星塞。火花塞是安装在内燃机中燃燒室的頂端，大多數的原廠火星塞都是以镍锰合金作為电极材料，如需更耐用和更佳的點火效果可用鉑甚至铱等貴金屬製造。火花塞是用于产生电火花以引燃压缩后經霧化的汽油和空氣混合物的元件。通常火花塞头部的中心接点由绝缘良好的线缆连接到产生高压的点火线圈，而火花塞的外壳接地并在前端焊接弯曲接地电极，与中心电极形成一个微小的空隙。在点火线圈产生的高压下，这个空隙间会产生电弧。最早商用的火花塞设计专利是博世公司在1902年申请的。它的出现使得内燃机的实现成为可能。
根据引擎的型号，性能，使用时的环境条件等等，所使用的火花塞的型号也有着很大的区别。例如同样功率的4行程汽油引擎与2行程汽油引擎的火花塞外观就大不一样。
内燃机通常可以按照点火方式分为“火花点火”和“壓縮點火”（柴油机）两类。前者需要靠火花塞产生的火花引燃燃料，后者则單純靠压缩空气和燃料（柴油）的混合物产生的高温引爆燃料。但有些柴油机也安装有加热燃料的預熱塞（glow plug），帮助在寒冷天气中起动。

## 生產廠商（以名稱順序排列）
- BRISK
- Bosch
- DENSO
- NGK
- YXDEL